# 高梁市郷土資料館
高梁市郷土資料館（たかはししきょうどしりょうかん）は、岡山県高梁市向町にある市立郷土資料館。1978年に郷土資料館として開館した。3,000点以上の民具を展示している。1904年竣工の建物は「旧高梁尋常高等小学校本館」の名称で高梁市の有形文化財に指定されている。

## 歴史
日露戦争中の1904年（明治37年）に高梁尋常高等小学校本館として建設された洋風木造建築である。地元の臥牛山の国有林から採れた、柾目で節がない良質な樅材を用いて建てられた。工事監督主任は大工の妹尾友太郎であるが、妹尾は建築の近代教育を受けていない人物とされている。1階は職員室や生徒控室などであり、2階は講堂である。講堂には桃山風の二重折上格天井が用いられている。なお、一般教室は南側（後に高梁市立高梁中央図書館が建った）や北側に接続していた。
1972年（昭和47年）まで現役の校舎として使用されたが、同年に高梁小学校が移転すると、1978年（昭和53年）に高梁市郷土資料館となった。江戸時代から昭和初期にかけての生活用具など約3,000点を展示している。

## 周辺
JR西日本伯備線の備中高梁駅から徒歩10分。
南隣には2019年2月24日に開館した山田方谷記念館がある。この建物は2016年まで旧高梁市立高梁中央図書館として使われていた（備中高梁駅隣へ移転後の2017年2月4日に高梁市図書館として開館）。また、北側には高梁市総合福祉センターがある。